# Ingeniería Sostenible
La ingeniería sostenible es la ingeniería que incorpora en todas sus fases criterios sostenibles, con el fin del desarrollo de los procesos de una manera que no se ponga en peligro el medio ambiente ni se agoten los recursos existentes.
La ingeniería sostenible requiere un enfoque interdisciplinario en todas sus fases, desde el diseño, pasando por la construcción y utilización, hasta llegar al desmantelamiento o reutilización.

## La sostenibilidad y las disciplinas de ingeniería
Cada disciplina de la ingeniería ha de tener en cuenta el diseño sostenible, el empleo de numerosas iniciativas, especialmente el análisis del ciclo de vida, prevención de la contaminación, el diseño para el medio ambiente, el diseño para el desmontaje y el diseño para el reciclaje. Estos están reemplazando o al menos cambiando los paradigmas de control de la contaminación. Son importantes los enfoques de diseño que permitan que sean más sostenibles, como la realización de un análisis del ciclo de vida, dando prioridad a los problemas más importantes, y la combinación de las tecnologías y las operaciones para hacer frente a ellos. Históricamente, las consideraciones de sostenibilidad han sido abordados por los ingenieros como restricciones en sus diseños. La ingeniería verde reconoce que muchos procesos son a menudo ineficientes económicamente y ambientalmente, demandando un enfoque integral del ciclo de vida del sistema. La ingeniería verde abarca numerosas maneras de mejorar los procesos y productos para que sean más eficientes desde el punto de vista ambiental. Cada uno de estos enfoques depende de la visualización de posibles impactos en el espacio y el tiempo. Ingeniería y arquitectura siempre han estado preocupados con el espacio. El diseño debe considerar los impactos a corto y largo plazo. Esos impactos más allá del corto plazo son la base de diseño sostenible. Es por ello que los ingenieros deben concebir diseños sostenibles teniendo en cuenta los futuros altamente inciertos. 

## La sostenibilidad en procesos de ingeniería
Los criterios de sostenibilidad pueden ser incorporados en todos los procesos de ingeniería. Así se podrá tener el cuenta el impacto ambiental, social y económico de estos.

### Fase de anteproyecto
En esta fase se debe determinar si el proyecto a desarrollar es viable en términos ambientales y plantear sus repercusiones sociales. También se debe tener en cuenta otros aspectos, como la ubicación geográfica donde se desarrollará el sistema y las fuentes de energía disponibles para su construcción y funcionamiento.

### Fase de diseño
En esta fase se debe realizar una evaluación de impacto ambiental que permite determinar como minimizar las repercusiones del proyecto sobre el medio ambiente.

### Fase de construcción
En esta fase se debe seleccionar los materiales y componentes de bajo impacto ambiental como materiales de bajo consumo energético, limpios, renovables, reciclados y reciclables. Además, se debe priorizar el uso de fuentes de energías renovables.

### Fase de utilización
Durante el funcionamiento, operación y mantenimiento del sistema se debe tratar de minimizar sus repercusiones medio ambientales y sociales. Se debe tratar de ahorrar y reducir el consumo de energía y materiales, así como la generación mínima posible de contaminación sobre el medio.

### Desmantelamiento, reutilización y reciclaje
El sistema ha de ser concebido y desarrollado teniendo en cuenta su desmantelamiento fácil, minimizando los residuos, y que sus componentes puedan ser reutilizados y reciclados hasta donde sea posible. Además, se tiene que prever la posibilidad de limpieza y descontaminación del lugar donde el sistema ha estado funcionando.

## Prácticas de sostenibilidad para ingenieros
Debido a que la sostenibilidad tiene un enfoque a largo plazo, más allá de la vida de la mayoría de los proyectos de ingeniería, productos, procesos o sistemas, la metodología y el uso de los recursos debe centrarse en factores tanto a corto como a largo plazo. Esto es a menudo mucho más allá de los deberes impuestos por los códigos de ética profesional.
Hay cuatro factores clave de sostenibilidad para los ingenieros: la gestión de los cambios en el medio ambiente, el aseguramiento la equidad y la seguridad de las actividades de ingeniería, la solución integral de problemas y la resolución buena de problemas existentes.

### Gestión de los cambios en el medio ambiente
Los ingenieros deben considerar a fondo cualquier plan o proyecto que tendrá un impacto significativo en las funciones de soporte a la vida del cual depende el bienestar humano, muchas de las cuales son irremplazables. Un ejemplo de esto es el uso y la colocación de diques en las vías del agua, o el despliegue de técnicas, materiales o procesos con efectos secundarios que aún tienen que ser totalmente evaluados, como la nanotecnología.
Asegurarse de que el verdadero costo del agotamiento de los recursos se incluye en todos los estudios de viabilidad y estimaciones. Por lo general, el costo de mercado se supone que incluye todos los costos; Sin embargo, esto no suele ser así, sobre todo para algunas externalidades. Cuando existan alternativas, deben utilizarse el producto o material más sostenible. 
Minimizar el uso absoluto de recursos y convertir fuentes de energía de basados en combustibles fósiles basados a energía renovable. Esto requiere un conocimiento constante de los procesos de optimización sobre una base del ciclo de vida. Por ejemplo, los proyectos de ingeniería deben ser diseñados para minimizar el uso inicial de los recursos y para proporcionar la máxima reciclaje y reutilización de los recursos a través de su vida. 
Maximizar el uso de los recursos renovables, pero siempre dentro de la extracción sostenible o las tasas de cosecha y teniendo en cuenta el daño ambiental. Un ejemplo de esto es el uso de la biomasa de bosques sostenibles como combustible de calderas en lugar de petróleo o gas.

### Equidad y seguridad de las actividades de ingeniería
Principalmente apunta proyectos de ingeniería en la mejora de la calidad general de vida de los seres humanos y otras formas de vida, pero no a expensas de largo plazo del medio ambiente. Cualquier aumento en el consumo de recursos y energía debe sopesar en la mejora en la calidad de vida que se pueda lograr.
Considerar el uso de recursos durante un plazo de tiempo lo suficientemente largo como para que las generaciones presentes y futuras no se vean perjudicados económicamente, social o medioambiental, por el consumo excesivo, innecesario o superfluo. Esto puede ser considerablemente más largo que un curso de la vida prevista del proyecto.
Dar mayor prioridad a proyectos, productos y procesos que disminuyen las brechas significativas en la salud, la seguridad, el reconocimiento social y la influencia política entre grupos de personas. Aquellos proyectos que aumentan las brechas deben considerarse cuidadosamente antes de embarcarse en ellos, en todo o en parte.
Consultar con todos los afectados por los proyectos de ingeniería que sea posible y dar
ellos la misma oportunidad de expresar sus preocupaciones sin repercusiones. Considerar dictámenes pertinentes y, en su práctica, incorporarlos en el proceso de planificación, toma de decisiones y la ejecución.
Cuando los resultados no se pueden prever con precisión, las opciones deben basarse lo más posible en la reducción del riesgo y el principio precautorio.

### Solución integral de problemas
Adoptar un enfoque de sistemas integrados o un enfoque holístico general teniendo en cuenta a todos los interesados y el efecto sobre el medio ambiente cuando se trata de resolver problemas. En lugar de centrarse únicamente en los aspectos tecnológicos, y la solución un problema a las expensas de otro, apuntar a una solución global coordinada. 
Soluciones de problemas basados principalmente en las necesidades existentes o nuevas necesidades humanas, en lugar de en encontrar un uso para medios tecnológicos recién disponibles.
Los enfoques que son multi-facéticos y sinérgicos son preferibles a los enfoques de un solo problema. Por ejemplo, el uso del transporte de tal manera que las cargas viables están disponibles para viajes de retorno es más sostenible que los viajes de carga individuales  
```
teniendo en cuenta los impactos y aspectos generados que causan problemas ambientales por la contaminación que se generan a través de los  procesos industriales
```

### Resolución buena de problemas existentes
Cuando sea deseable, y técnica y económicamente posible, remediar la degradación ambiental pasado. Por ejemplo, la degradación del suelo, la contaminación de las aguas subterráneas y los sitios de desechos peligrosos deben ser considerados para la estabilización a una medida de lo posible, el total de la limpieza a la corriente o previsible mínimo y,
normas.
Cesar y eliminar las prácticas peligrosas del pasado en una manera rentable y en un plazo de tiempo. Estos incluyen, por ejemplo, el uso de los materiales peligrosos como el amianto, el plomo, el mercurio y los PCB.
Reducir el uso de prácticas no sostenibles, como la quema o el uso de petróleo y productos de combustibles fósiles para la combustión o de materia prima industrial, hacia cero en un plazo relativamente corto.
Apoyar métodos contables sociales y económicos que dan a conocer, identificar y cuantificar los problemas ambientales anteriores o en desarrollo.
algunas formas en las que se aborda la sostenibilidad en la ingeniería industrial:
Eficiencia energética: Los ingenieros industriales buscan reducir el consumo de energía en los procesos de fabricación y operaciones industriales mediante la implementación de tecnologías más eficientes, la optimización de los sistemas de energía y la gestión de la demanda.
Gestión de recursos naturales: La sostenibilidad implica la gestión responsable de los recursos naturales, como la conservación del agua, la reducción de residuos y la utilización eficiente de materias primas.
Reducción de emisiones y residuos: Los ingenieros industriales trabajan en la reducción de emisiones de gases de efecto invernadero y en la minimización de los desechos y la contaminación. Esto se logra mediante la adopción de tecnologías más limpias, la implementación de procesos de reciclaje y la gestión adecuada de productos químicos y desechos peligrosos.
Diseño para la sostenibilidad: Los productos y procesos industriales se diseñan teniendo en cuenta su ciclo de vida completo, desde la extracción de materias primas hasta su disposición final. Esto implica la selección de materiales sostenibles, la facilidad de desmontaje y reciclaje, y la durabilidad de los productos.
Responsabilidad social: La sostenibilidad en la ingeniería industrial también se enfoca en promover prácticas laborales justas, seguras y éticas, así como en contribuir al bienestar de las comunidades locales en las que operan las empresas.
Innovación y tecnología: Los avances tecnológicos desempeñan un papel importante en la promoción de la sostenibilidad en la ingeniería industrial. Esto incluye la adopción de tecnologías limpias, la automatización, la inteligencia artificial y la digitalización para optimizar procesos y minimizar impactos negativos.
Evaluación de impacto: Los ingenieros industriales utilizan herramientas como el análisis del ciclo de vida (ACV) y la evaluación del impacto ambiental para medir y evaluar el impacto de las operaciones industriales en los aspectos económicos, ambientales y sociales.
La sostenibilidad en la ingeniería industrial no solo es beneficiosa para el medio ambiente y la sociedad, sino que también puede generar ahorros significativos a largo plazo y mejorar la reputación de las empresas. Las regulaciones gubernamentales y las demandas de los consumidores también están impulsando a las empresas a adoptar prácticas más sostenibles en sus operaciones.
algunas formas en las que se aborda la sostenibilidad en la ingeniería industrial:
Eficiencia energética: Los ingenieros industriales buscan reducir el consumo de energía en los procesos de fabricación y operaciones industriales mediante la implementación de tecnologías más eficientes, la optimización de los sistemas de energía y la gestión de la demanda.
Gestión de recursos naturales: La sostenibilidad implica la gestión responsable de los recursos naturales, como la conservación del agua, la reducción de residuos y la utilización eficiente de materias primas.
Reducción de emisiones y residuos: Los ingenieros industriales trabajan en la reducción de emisiones de gases de efecto invernadero y en la minimización de los desechos y la contaminación. Esto se logra mediante la adopción de tecnologías más limpias, la implementación de procesos de reciclaje y la gestión adecuada de productos químicos y desechos peligrosos.
Diseño para la sostenibilidad: Los productos y procesos industriales se diseñan teniendo en cuenta su ciclo de vida completo, desde la extracción de materias primas hasta su disposición final. Esto implica la selección de materiales sostenibles, la facilidad de desmontaje y reciclaje, y la durabilidad de los productos.
Responsabilidad social: La sostenibilidad en la ingeniería industrial también se enfoca en promover prácticas laborales justas, seguras y éticas, así como en contribuir al bienestar de las comunidades locales en las que operan las empresas.
Innovación y tecnología: Los avances tecnológicos desempeñan un papel importante en la promoción de la sostenibilidad en la ingeniería industrial. Esto incluye la adopción de tecnologías limpias, la automatización, la inteligencia artificial y la digitalización para optimizar procesos y minimizar impactos negativos.
Evaluación de impacto: Los ingenieros industriales utilizan herramientas como el análisis del ciclo de vida (ACV) y la evaluación del impacto ambiental para medir y evaluar el impacto de las operaciones industriales en los aspectos económicos, ambientales y sociales.
La sostenibilidad en la ingeniería industrial no solo es beneficiosa para el medio ambiente y la sociedad, sino que también puede generar ahorros significativos a largo plazo y mejorar la reputación de las empresas. Las regulaciones gubernamentales y las demandas de los consumidores también están impulsando a las empresas a adoptar prácticas más sostenibles en sus operaciones.